# Брику, Роже Мари
Роже Мари Брику (фр. Roger Marie Bricoux; 1 июня 1891, Кон-Кур-сюр-Луар — 15 апреля 1912, Северная Атлантика) — французский виолончелист, член оркестра под руководством скрипача Уоллеса Хартли на пароходе «Титаник».

## Биография
Родился 1 июня 1891 года на улице Дони в Кон-Кур-сюр-Луар, Франция. Был сыном музыканта Леона Феликса Брику. Семья переехала в Монако, когда он был маленьким мальчиком. Роже получил образование в различных католических учреждениях Италии. Именно во время учёбы он присоединился к своему первому оркестру и получил первый приз в консерватории Болоньи за музыкальные способности. Жил в Лилле.   После обучения в Парижской консерватории переехал в Англию в 1910 году, чтобы присоединиться к оркестру в 'Grand Central Hotel' в Лидсе. Погиб 15 апреля 1912 года во время крушения корабля, как и остальные музыканты оркестра. Тело Брику так и не было найдено.
Роже Мари был официально объявлен погибшим во Франции только в 2000 году в основном благодаря усилиям организации «Association Française du Titanic». 2 ноября  была установлена  памятная доска на кладбище Кон-Кур-сюр-Луар.